# Apparizione (Genova)
Apparizione (Paiscion /pai̯ˈʃuŋ/ in ligure) è un quartiere residenziale di 2 398 abitanti del comune di Genova, compreso nel Municipio IX Levante. Un tempo comune autonomo, nel 1926 venne aggregato alla Grande Genova.
Nella ripartizione amministrativa del comune fu inglobata inizialmente nella circoscrizione Valle Sturla; nella nuova ripartizione in vigore dal 2005 è un'unità urbanistica del Municipio IX Levante, che oltre agli altri centri della ex circoscrizione Valle Sturla (Bavari, San Desiderio e Borgoratti), comprende i quartieri di Sturla, Quarto, Quinto e Nervi.
L'unità urbanistica di Apparizione si estende su un'area di 3,32 km², di cui solo 0,85 urbanizzati.

## Geografia fisica
L'area di Apparizione confina a nord con quella di San Desiderio, a ponente con Borgoratti, a sud con l'unità urbanistica Castagna della ex circoscrizione di Quarto dei Mille, a levante, lungo il crinale del monte Fasce, con Quinto al Mare e Nervi.

### Territorio

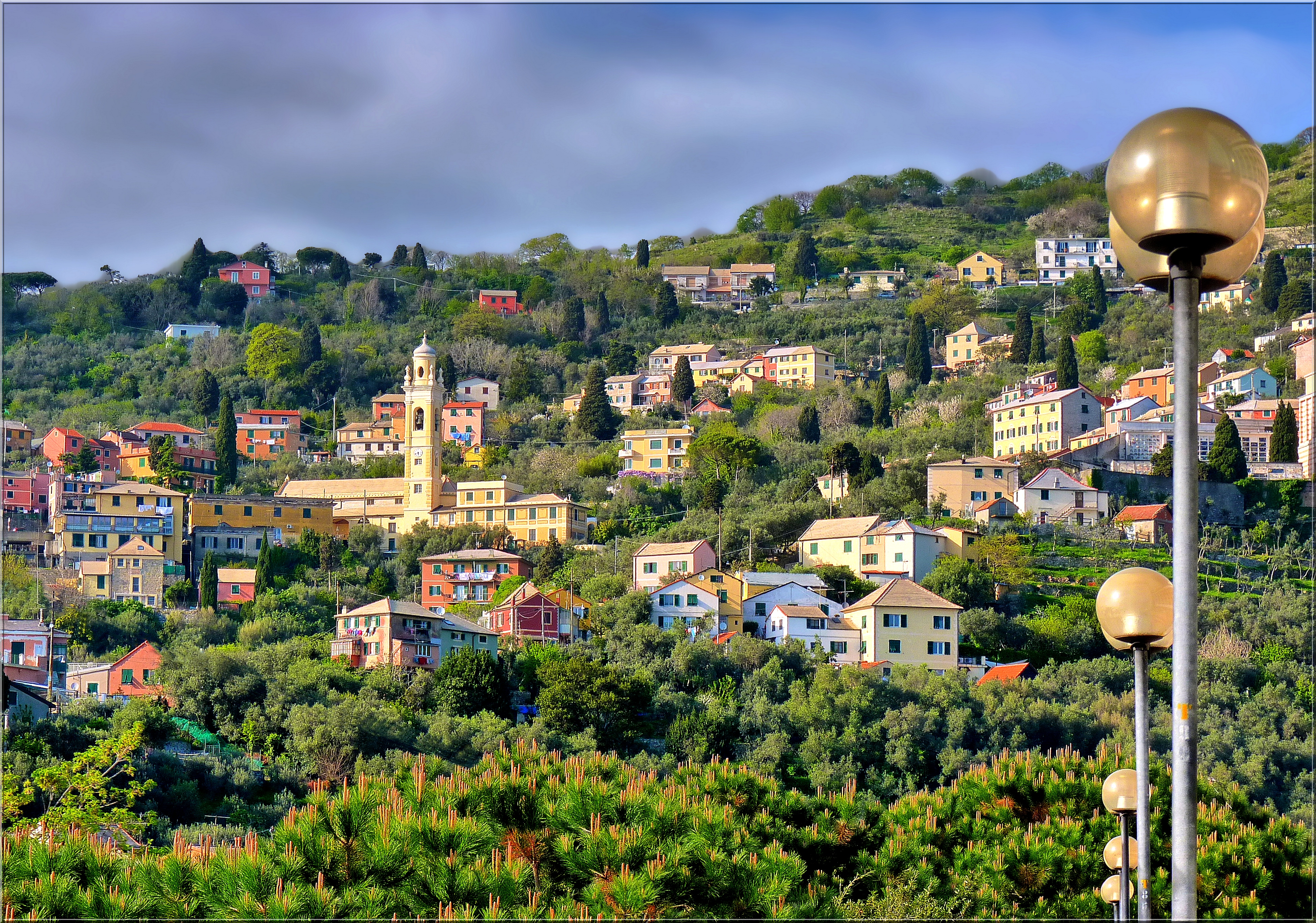
Scorcio del quartiere

Apparizione occupa una porzione del versante sinistro della valle del torrente Sturla, culminante con la vetta del monte Fasce (834 m s.l.m.).
Oggi essenzialmente centro residenziale, era un tempo un borgo rurale, i cui abitanti erano dediti all'olivicoltura e all'allevamento, situato lungo una delle mulattiere che collegavano la costa con l'interno passando per il monte Fasce. Una di queste vie, quella diretta nella val Fontanabuona è oggi percorsa da una strada carrozzabile costruita negli anni sessanta del Novecento (SP 67 del Monte Fasce), che percorrendo il crinale montuoso porta a Uscio e Gattorna, offrendo ampi panorami su Genova, i suoi forti e le due riviere.
La piazza principale del paese è intitolata a Luigi Pitto, un medico condotto che ha operato per molti anni nel paese; un'altra piazza degna di nota è piazza Don Attilio Canepa, sulla quale hanno il capolinea le linee AMT 87, 88, 88/ e 687 che collegano Apparizione con la stazione di Genova Brignole, San Desiderio, Borgoratti e il centro di Genova.

## Origini del nome
Il nome del paese deriva dall'antico toponimo "Costa di Parisone" (di origine incerta ma documentato fin dal 1070), anche se la tradizione popolare lo fa risalire ad una leggendaria apparizione mariana del 1315.

## Storia

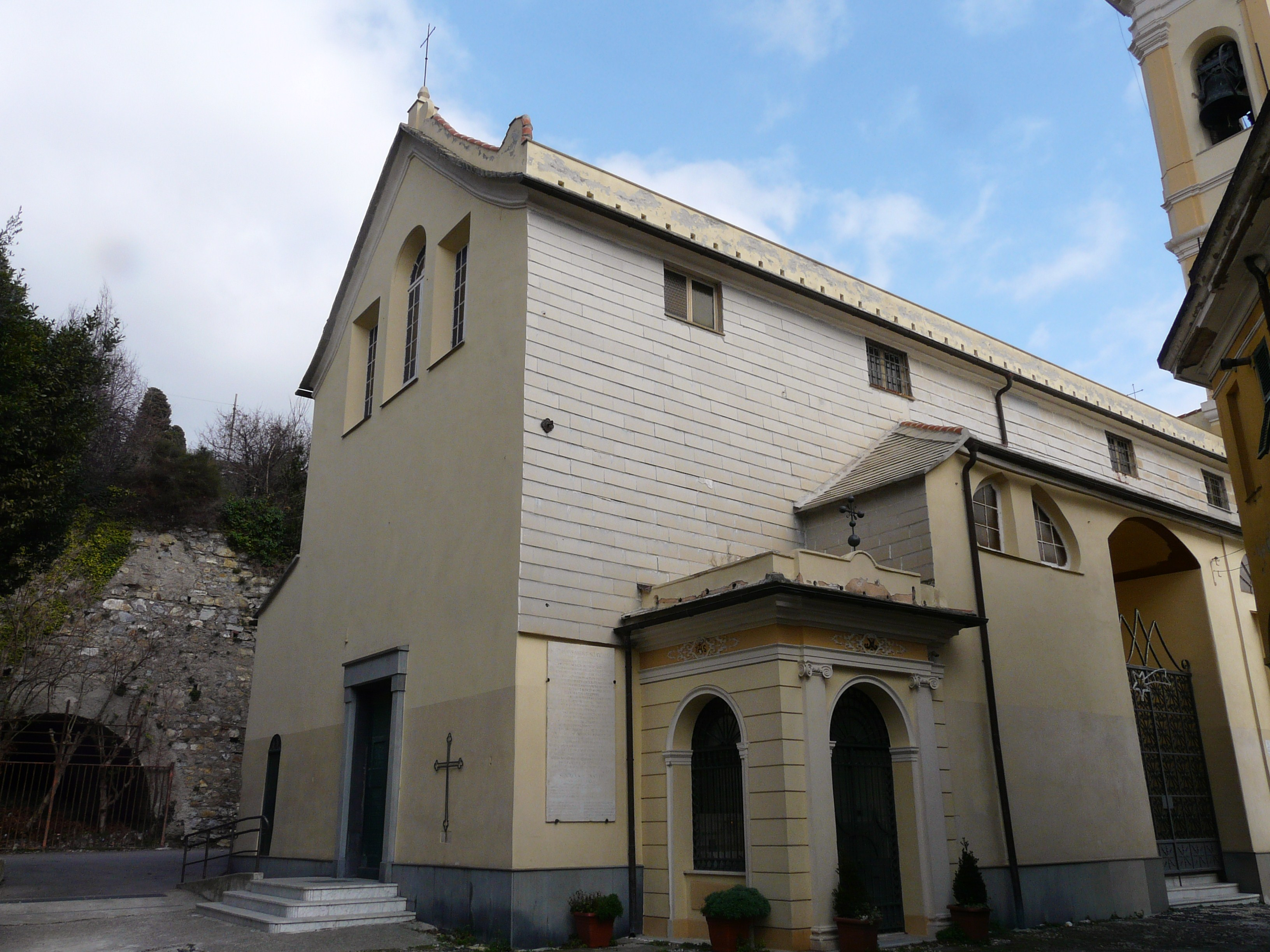
La chiesa di Santa Maria in Apparizione

Amministrato dalla Repubblica di Genova, dapprima nella podesteria del Bisagno e poi nel successivo capitaneato (1606), per secoli fu un importante centro di via, in posizione strategica lungo le mulattiere che dal levante genovese risalivano la valle del torrente Sturla, per raggiungere, attraverso la Sella di Bavari, la val Bisagno, la val Trebbia e la valle Scrivia, oppure, salendo ai Piani di Fasce per l'antico borgo di Carrupola, ridiscendevano nella val di Lentro o nell'alta val Fontanabuona.
Gli antichi tracciati medievali, ancora riconoscibili nella parte bassa della valle, dove prendevano forma di "crêuze" acciottolate, verso i monti diventavano semplici sentieri, che oggi si perdono tra la vegetazione. Sono tuttavia ancora visibili i resti di antichi ospitali, come quello dedicato a san Giacomo nella località Pozzolo.
La zona di Apparizione fu teatro di accaniti scontri nel 1747, durante l'assedio posto dagli austriaci a Genova (nel quadro degli avvenimenti della guerra di successione austriaca) e nel 1800, quando gli austriaci e i francesi comandati da Massena si contesero con alterne fortune il monte Fasce.
Con gli avventi napoleonici di fine settecento, e la conseguente caduta della repubblica genovese in favore della Repubblica Ligure, la costituita municipalità di Apparizione fu inglobata nel dipartimento del Bisagno (1797) con capoluogo San Martino d'Albaro; l'anno successivo fu inserita nel VI cantone di Nervi della giurisdizione del Bisagno e ancora inserita, dal 1803, nel V cantone di San Martino d'Albaro nella I giurisdizione del Centro. Annesso al Primo Impero francese, dal 13 giugno 1805 al 1814 fu inserito nel Dipartimento di Genova.
Alla caduta di Napoleone Bonaparte il Congresso di Vienna del 1814 assoggettò il territorio ligure nel Regno di Sardegna (1815). A partire dal 1861 il comune di Apparizione fu parte integrante del neo costituito Regno d'Italia. Dal 1859 al 1926 il territorio fu compreso nel II mandamento di Nervi del circondario di Genova facente parte dell'allora provincia di Genova. Con il regio decreto-legge n. 74 del 14 gennaio 1926, nell'ambito della creazione della cosiddetta Grande Genova, il comune fu soppresso e aggregato a quello di Genova, la cui nuova entità amministrativa diventò operativa dal 1º luglio 1926..
Nel 1878 fu costruita la strada carrozzabile che univa Apparizione a Borgoratti. Nel secondo dopoguerra l'antico borgo rurale divenne un centro residenziale, con il trasferimento di numerosi cittadini nelle antiche case rurali ristrutturate.

## Monumenti e luoghi d'interesse

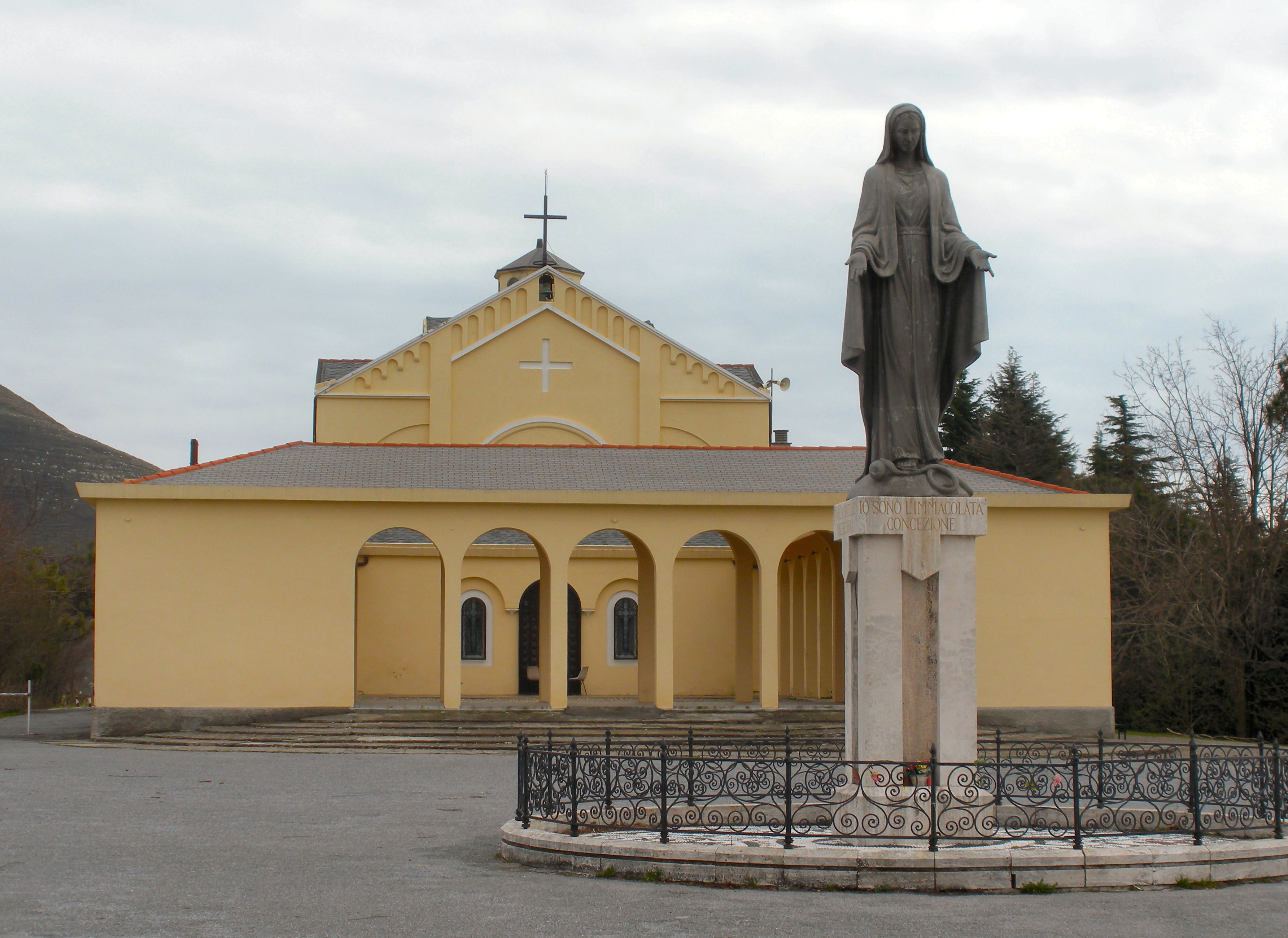
La cappella di Nostra Signora di Fatima

### Architetture religiose
- Chiesa di Santa Maria in Apparizione. L'antica chiesa parrocchiale fa parte del vicariato San Martino – Valle Sturla dell'arcidiocesi di Genova. Una prima cappella fu costruita nel luogo dove, secondo la tradizione, nel 1315 una bimba sordomuta avrebbe ritrovato, presso una fontana, una statua miracolosa della Madonna grazie alla quale acquistò la parola. Questa primitiva cappella, che dipendeva dalla chiesa di San Giovanni Battista di Quarto dei Mille, fu eretta in parrocchia autonoma nel 1638 dall'arcivescovo Stefano Durazzo ed ingrandita alcuni anni più tardi (i lavori terminarono nel 1666). Un altro ampliamento, che la portò alle forme attuali, ebbe luogo nel 1736; nel 1771 venne costruito il campanile. La chiesa ha un'unica navata con cinque altari.
- Cappella di Nostra Signora di Fatima. La cappella, con annesso centro di preghiera per religiosi e gruppi di fedeli che vogliono trascorrere brevi periodi di ritiro, fu costruita negli anni cinquanta del XX secolo per iniziativa di un gruppo di frati del convento di San Francesco d'Albaro, che vollero realizzare una struttura simile alla "Piccola Città dell'Immacolata" fondata in Polonia da padre Massimiliano Maria Kolbe. Grazie ad un lascito, il promotore dell'iniziativa, padre Bonaventura Raschi, acquistò un terreno in località Borega, alle pendici del monte Fasce, nei pressi dell'antica trattoria detta "del Liberale"[7], sul quale fu edificato il complesso. Sul piazzale antistante, che offre un'ampia vista su Genova, si trova una grande statua della Madonna di Fatima.

## Infrastrutture e trasporti

### Strade
Apparizione è raggiungibile da Genova attraverso il quartiere di Borgoratti e, risalendo la strada provinciale 67, raggiungere poi il monte Fasce. Proseguendo sul crinale dei monti la provinciale si collega alle località di Calcinara (Uscio) e al colle Caprile, da dove si può scendere a Gattorna (Moconesi), nella val Fontanabuona, oppure a Recco, attraversando la valle del torrente Recco.

### Mobilità urbana
La località è regolarmente servita dalle linee 87,88,88/,687 di AMT e dal servizio integrativo (SI 18) per via Lanfranco e via Montefasce della stessa società di trasporti.